# Природни резерват Чока Њалта са Песачом
Природни резерват Чока Њалта са Песачом је локалитет у режиму заштите I степена, површине 588,38ha, налази се у средини ђердапског подручја, између реке Песаче на северозападу, гребена Штрбине на југу и Дунава на северу.
Локалитет је у виду огромног, заклоњеног, влажног басена који се одликује врло повољним мезоклиматским условима. Јака дисецираност рељефа и утицај велике воде Дунава условили су веома повољне рефугијалне услове, што је омогућило изразити флоаристички и вегетацијски диверзитет, нарочито на стењацима. 
Посебна вредност локалитета су реликтне шумске заједнице. Најзаступљеније су шума букве, мачје леске и ораха, шума јоргована и мечје леске, шума храстова и грабића са јоргованом и шума јасена и мечје леске (Fraxino-Coryletum colurnae mixtum). 
На простору локалитета је и геолошки локалитет Песача.